# Křelovice (kraj Wysoczyna)
Křelovice – gmina w Czechach, w powiecie Pelhřimov, w kraju Wysoczyna.
1 stycznia 2017 gminę zamieszkiwało 356 osób, a ich średni wiek wynosił 44,6 roku.